# Anselperga
Anselperga (også Anselberga, 8. århundrede) var den ældste datter af langobardernes konge Desiderius og hans kone Ansa. Hun var førsteabbedisse i Sankt Salvatore klosteret som hendes forældre havde ladet opfører i Brescia, Lombardiet. Hun var også midlertidig forlovet med Paulus Diaconus.